# 李惠芬
李惠芬（1963年10月14日—），出生於中國河北省石家莊，中國1980年代乒乓球名將。

## 生平
李惠芬於1976年進入河北省乒乓球隊，80年代入選中國國家乒乓球隊，在1980年參加埃及亚历山大国际少年赛取得四項冠軍，五年後（1985年）奪得美国乒乓球公开赛女团、女单、女双、混双冠军，同年亦奪得全国女团，女单，女双冠军，並且保持不败，1986年取得第八届亚乒赛冠军，1987年奪得第三十九届世乒赛女子团体冠军、女双亚军、中华人民共和国第六届全国运动会女双冠军，1988年獲得中国乒协杯混双冠军、汉城奥运乒乓球女子單打亞軍。1989年奪得第四十届世乒赛女子团体冠军、女双亚军。
李惠芬在15年運動員生涯中，共取得37冠16亞16季，曾經被評為全國乒乓球十佳運動員。
李惠芬退役后与前国家队队友惠鈞结婚，亦曾去日本打球三年，回国后任国家青年队教练，亦曾在国家体育总局乒乓球管理中心开发部工作。在1998年出任中国香港女子队教练，曾率港乒女隊獲得世乒賽女子團體亞軍。2013年世乒賽結束後，李惠芬與丈夫惠鈞一同退休。

## 榮譽
- 香港特區政府嘉獎

行政長官社區服務獎狀（2010年）